# Jean Garaud
Pour les articles homonymes, voir Garaud.
Jean Garaud est un noble français né vers 1380. Il appartient à la noblesse de Toulouse.

## Biographie
Jean Garaud a été capitoul en 1412. Il appartient à une famille qui a fourni de nombreux capitouls, puisque son père, son grand-père et son arrière-grand-père avaient été capitouls avant lui.
Il était coseigneur de Colomiers et de Pibrac.
Un siècle et demi plus tard, son arrière-arrière-petit-fils, Antoine de Raspaud, sera lui aussi capitoul, en 1575.